# Kelsterbach
Kelsterbach je město v německé spolkové zemi Hesensko, v okrese Groß-Gerau ve vládním obvodu Darmstadt. Město je součástí aglomerace Frankfurtu nad Mohanem. V těsném sousedství se nachází Letiště Frankfurt nad Mohanem. V 2015 zde žilo 15 166 obyvatel.

## Přírodní poměry
Město leží na levém břehu dolního toku Mohanu.

## Poloha města
Sousední obce jsou: Frankfurt nad Mohanem, Hattersheim am Main a Raunheim.

## Znak a vlajka
Blason: „V černém štítě stříbrná dubová větev se třemi zlatými žaludy.“ List vlajky tvoří tři pruhy, červený, bílý a červený. V rozšířeném bílém pruhu je znak města.